# 2020 في تشاد

## الحكم
- الرئيس: إدريس ديبي

## الأحداث
- 19 آذار - الحالة الأولى لجائحة فيروس كورونا في تشاد[1]
- 26 آذار - مع الإبلاغ عن ثلاث حالات بالفعل ، أبلغت السلطات التشادية عن حالتين إيجابيتين إضافيتين. كانت الحالتان تشاديين يبلغان من العمر 48 عاماً وراكباً كاميرونياً يبلغ من العمر 55 عامًا على متن رحلة الخطوط الجوية الإثيوبية في 17 آذار 2020 من دبي وبروكسل على التوالي عبر أديس أبابا.[2]
- 30 آذار - تم الإبلاغ عن حالتين أخريين بكورونا، لمواطن تشادي من دوالا ومواطن سويسري من بروكسل.[3]
- 2 نيسان - سجلت تشاد حالة إصابة جديدة بفيروس كورونا. تشادي سافر من دبي عبر أبوجا.[4]
- 3 نيسان - تم تسجيل حالة إصابة جديدة بفيروس كوفيد -19 في تشاد. وهو مواطن فرنسي سافر من بروكسل عبر باريس.[5]
- 6 نيسان - سجلت تشاد أول حالة إصابة محلية بها. إنه تشادي يبلغ من العمر 31 عامًا وكان على اتصال بتشادي آخر تم تشخيص حالته بأنه إيجابي.[6]
- 9 نيسان - أبلغ مسؤولو الصحة عن حالة إصابة جديدة بالفيروس. هو تشادي يبلغ من العمر 59 عامًا وصل إلى نجامينا في 25 آذار / آذار. الرجل متدين عائد من باكستان ، عبر الكاميرون ، بعد أن وصل نجامينا برا. واصل الرجل رحلته إلى أبيشي حيث تم أخيرًا وضعه في الحجر الصحي في 4 نيسان. كان الاختبار إيجابيًا في 8 نيسان.[7]
- 8 أيلول - تشاد وإسرائيل تبحثان إمكانية تجديد العلاقات الدبلوماسية.[8]